# Alune Wade
Alune Wade (9 juin 1978, Dakar), est un bassiste, auteur, compositeur, interprète et producteur sénégalais.

## Biographie
Dès l’âge de six ans, son père, qui dirige l’orchestre symphonique de l’armée sénégalaise, lui fait donner des cours de solfège à la maison. Il apprend la basse, le piano et la guitare.
Il bénéficie des conseils de Samba Laobé N’Diaye, à l’époque bassiste d’Ismaël Lo, qui lui prête sa première basse. 
À 18 ans, Ismaël Lo lui propose de remplacer à la basse celui ayant succédé à Samba dans son groupe.  Le jeune musicien y reste huit ans.
Outre Ismaël Lo, il a joué avec Youssou Ndour, Cheick Tidiane Seck, Bobby McFerrin, Joe Zawinul, Aziz Sahmaoui, Fatoumata Diawara, Blick Bassy, Naïssam Jalal, Deep Forest, …
En 2015 il enregistre avec son idole de jeunesse, Marcus Miller, pour son album "Afrodeezia" .
Il sort également un album avec le pianiste cubain Harold Lopez-Nussa. Il y reprend certains standards africain en version cubaine.

## Discographie

### Albums solo
- 2006 : Mbolo
- 2011 : Ayo Nene
- 2015 : Havana Paris Dakar, avec le pianiste cubain Harold Lopez-Nussa[5]
- 2018 : African Fast Food
- 2022 : Sultan
- 2025 : New African Orleans

### Avec University Of Gnawa
- 2011 : University Of Gnawa[6]
- 2014 : Mazal[7]

### Avec Ismaël Lo
- 1999 : Jiguen
- 2001 : Dabakh

### Participations
- 2011 : Fatoumata Diawra : Fatou[8]
- 2013 : Gregory Porter :  Liquid spirit
- 2013 : Deep forest : Deep Africa
- 2014 : Julia sarr : Daraludul Yow
- 2014 : Wolfgang Muthspiel : World
- 2015 : Marcus Miller : Afrodeezia[9]
- 2018 : Osloob & Naïssam Jalal, Al Akhareen